# Micropeza bogotana
Micropeza bogotana är en tvåvingeart som först beskrevs av Günther Enderlein 1922.  Micropeza bogotana ingår i släktet Micropeza och familjen skridflugor.
Artens utbredningsområde är Colombia. Inga underarter finns listade i Catalogue of Life.